# Julie Johnson
Julie Elizabeth Johnson, född 2 maj 1966 i Kansas City i Kansas, är en amerikansk politiker (demokrat). Hon är ledamot av USA:s representanthus sedan 2025.
I kongressvalet 2024 besegrade Johnson republikanen Darrell Day och libertarianen Kevin Hale. Johnson fick 60,5 procent av rösterna.